# Trigonocarinatus gongshanus
Trigonocarinatus gongshanus – gatunek chrząszcza z rodziny biedronkowatych i podrodziny Coccinellinae. Występuje w południowej części Chin.

## Taksonomia
Gatunek ten opisany został po raz pierwszy w 2015 roku przez Huo Lizhi i Ren Shunxianga na łamach „Annales Zoologici” w publikacji współautorstwa Li Wenjinga, Chen Xiaoshenga i Wang Xingmina. Jako lokalizację typową autorzy wskazali Bapo w powiecie Gongshan na terenie chińskiej prowincji Junnan. Epitet gatunkowy gongshanus pochodzi od lokalizacji typowej.

## Morfologia
Chrząszcze o wysklepionym, okrągławym w zarysie ciele długości od 2,35 do 2,43 mm i szerokości od 1,91 do 1,96 mm, z wierzchu delikatnie punktowanym i gęsto porośniętym krótkimi, srebrzystobiałymi włoskami. 
Głowa jest poprzeczna, żółto ubarwiona. Punktowanie na czole jest drobne. Warga dolna ma drobną, sercowatą, żółtą bródkę z zaokrąglonym kątem i szeroko wykrojoną krawędzią.
Przedplecze jest poprzeczne, żółtawo ubarwione, o głęboko wykrojonej krawędzi przedniej, łukowatych brzegach bocznych i zaokrąglonych kątach tylnych i przednich. Tarczka jest prawie trójkątna, czarno ubarwiona. Pokrywy mają bardzo słabo zaznaczone guzy barkowe i niepełne, stopniowo zwężone epipleury. Barwa pokryw jest czarna z żółtą plamą w wierzchołkowej 1/5 długości. Odległości między punktami na przedpleczu i pokrywach wynoszą 1–3 ich średnice. Spód ciała jest żółtawobrązowy z ciemnobrązowymi do czarnych: wyrostkiem przedpiersia, śródpiersiem (mezowentrytem),  zapiersiem (metawenrytem) i epipleurami. T-kształtne przedpiersie jest pośrodku rzadko punktowane, a w pozostałej części gładkie.
Odwłok ma krawędź wierzchołkową ostatniego, szóstego z widocznych sternitów (wentrytu) wykrojoną u samców i zaokrągloną u samic. Samiec ma genitalia z płatem środkowym (ang. penis guide) w widoku brzusznym dwukrotnie dłuższym niż szerokim, stopniowo rozszerzonym, po czym w wierzchołkowej ⅓ gwałtownie zwężonym ku zaokrąglonemu wierzchołkowi, w widoku bocznym zaś smukłym i stopniowo zwężonym ku spiczastemu szczytowi. Długość płata środkowego wynosi ⅔ długości paramer. Te z kolei są wyraźnie dłuższe niż fallobaza. Trabes jest krótszy od tegmenu. Samo prącie jest długie, koliście zakrzywione i ostro zwieńczone.

## Rozprzestrzenienie
Owad orientalny, endemiczny dla południowych Chin, znany tylko z Junnanu i Tybetu.